# طباعة بيد واحدة
الكتابة بيد واحدة هي نظام طباعة باللمس باستخدام يد واحدة  (كاليد اليسرى). يرتبط تاريخ الطباعة بيد واحدة ارتباطًا وثيقًا بأبحاث لوحة المفاتيح على تخطيطات لوحة مفاتيح كويرتي ودڤوراك .
تقنية الكتابة بيد واحدة بالإمكان تطبيقها بأكثر من طريقة، ولا زالت طرق جديدة قيد النشوء. تعتمد كل طريقة على مدى ضرورة استعمال يد واحدة، وكذلك على حالة المتعلم البدنية والعقلية.

## مزايا وعيوب
يمكن أن تكون الكتابة بيد واحدة مفيدة في المواقف التي يحتاج فيها المرء عادةً إلى تحريك يده المهيمنة بين لوحة المفاتيح والماوس أو إذا كانت أيدي الطابعة مشغولة بطريقة أخرى.
العيب المحتمل لهذه الطريقة هو أنها يمكن أن تجهد يدي الطابعة ، مما قد يؤدي إلى إصابة الإجهاد المتكررة .